# 三菱スペース・ソフトウエア
三菱スペース・ソフトウエア株式会社（みつびし-）は、かつて存在した、三菱グループに属するソフトウェア開発企業である。

## 概要
三菱電機株式会社の連結子会社であり、三菱広報委員会会員会社のうちの1社だった。
主に防衛関係製品の受注や生産などにおいては、米国国防総省に関連する企業との間でライセンス生産の形態を取ることが多い。日米安全保障条約締結以降、防衛関連においては相互運用性が重視されてきたためである。これらの、ソフトウエアの保守サービス・点検などを行うために、三菱電機株式会社を中心とする三菱グループの主要企業とTRW社の共同出資によって設立された。
主な業務として、宇宙システム、防衛システム、通信システム、航空システム、ライフサイエンス関連、車載システム、防災・環境システム、公共・IT 関連（System Integration）、情報セキュリティ関連等の各分野における情報科学・情報技術を応用した各種先端分野のシステムに係る研究開発、設計、製造、販売及び各種サービスの提供を行っていた。
2022年（令和4年）4月1日をもって、当社および子会社の日本アドバンス・テクノロジーを含む三菱電機グループのソフトウェア開発会社6社は三菱電機ソフトウエア株式会社に統合された。

## 沿革
- 1962年 - 三菱電機を中心とする三菱グループ系企業と米国TRW社の合弁企業、三菱テー・アール・ダブリュ株式会社として設立。
- 1966年 - TRW社と宇宙分野の技術の実施権及び技術交換契約（期間10年間）を締結。
- 1968年 - 科学技術庁宇宙開発推進本部の宇宙開発計画に参画、同分野のシステム・エンジニアリング作業を開始。
- 1974年 - TRW社との合弁事業契約を終了。
- 1976年 - 社名を三菱スペース・ソフトウエア株式会社に変更。
- 1978年 - 鎌倉分室（現・鎌倉事業部）を開設。
- 1982年 - 通信制御分野へ進出。
- 1984年 - 関西地区の拠点として通信機分室（現・関西事業部）を開設。
- 1986年 - 防衛システム技術分野へ進出。
- 1988年 - システム研究所（現・鎌倉事業部）、筑波分室（現・つくば事業部）を開設。
- 1989年 - 関連会社「日本アドバンス・テクノロジー株式会社」を設立。
- 1991年 - カーナビゲーションシステム分野へ進出。
- 1992年 - システム運用センター（現・鎌倉事業部）を開設。
- 1993年 - DNA情報管理利用システム分野へ進出。
- 1994年 - ETC（Electronic Toll Collection）システム分野へ進出。
- 1995年 - 防災システム分野へ進出、情報エンジニアリングセンター（現・つくば事業部）を開設。
- 1998年 - つくば、鎌倉、関西、三事業部体制を導入。
- 2000年 - 東京地区にSE拠点を設置。
- 2003年 - セキュリティ分野、インターネット・通信分野へ進出。
- 2004年 - 東京事業部（当時）を開設し、東京、つくば、鎌倉、関西、四事業部体制を導入。
- 2008年 - 営業本部体制を導入。
- 2009年 - 東京事業部を再編し、つくば、鎌倉、関西、三事業部体制を導入。
- 2010年 - 中部地区（名古屋）に営業拠点を設置。
- 2012年 - 創立50周年。
- 2013年 - 中部地区（名古屋）に中部事業所を開設。
- 2017年 - 創立55周年。
- 2022年 - 三菱電機ソフトウエアに統合[4]

## 事業・製品

### 宇宙システム
宇宙部門は、基幹ロケットの航法誘導技術をはじめ、人工衛星のシステム開発や運用支援、熱・構造解析など宇宙関連のソフトウエア開発を行っていた。 
- 衛星関係
  - だいち（ALOS）
  - いぶき（GOSAT） 等
- ロケット関係
  - H-I、H-IIシリーズ、H-II A、H-II Bシリーズ
  - 機体ダイナミクス・シミュレーション・ソフトウェア
  - ロケット・衛星姿勢制御系シミュレーション・ソフトウェア
- 地上系ソフトウェア・システム
  - 衛星運用計画、運用評価ソフトウェア
  - アンテナ制御系ソフトウェア
  - 衛星シミュレータ
  - 追跡管制ネットワークシステム
  - 衛星試験装置ソフトウェア
- 受託解析サービス
  - 構造解析（CAE）サービス
  - 熱解析（CAE）サービス
  - 軌道解析（CAE）サービス

### 防衛システム
防衛部門は、レーダ、ミサイル、通信機器などの防衛装備品ソフトウェアや情報処理システムの開発、作戦分析・作戦訓練装置向けシミュレーションモデルの構築などを行っていた。
- 航空機、艦船、車両搭載機器の組込ソフトウェア
- 武器管制システム用ソフトウェア
- 作戦分析、教育訓練シミュレーション

### 通信システム
情報通信システム部門は、通信キャリア向け高度通信ネットワークシステム開発や車載ソフトウェア開発、高度道路交通システム関連のソフトウェア開発などを行っていた。
- 高度通信ネットワークシステム
- EPSステアリングアシスト制御
- カーマルチメディア
- EV関連の制御システム

### 航空システム
航空部門は、開発プロセスの検証、安全性・信頼性の解析をはじめ、飛行力学モデルの構築とシミュレーションなど、国産ジェット旅客機開発を支援していた。
- 国産ジェット旅客機開発支援業務
- 安全性・信頼性解析
- 開発環境の整備と維持運用
- 開発保証
- 飛行力学モデルの構築とシミュレーション

### 防災・環境システム
防災システム部門は、地震解析・シミュレーションなどの研究における支援やシステム開発や、鉄道関連の防災システム構築、緊急地震速報の配信事業を行っていた。
- MJ@lert（高度利用者向け緊急地震情報配信サービス）
- 強震観測網モニタリング
- 鉄道地震防災システム
- 地震動計算ツール、震源インバージョン、地震動予測地図

### ライフサイエンス関連
農業生物資源研究所のDNAバンクのシステム構築及び運用や、ゲノム創薬・テーラーメイド医療といった分野に実績があり、近年では北海道がんセンターにおける網羅的がん遺伝子解析（プレシジョン検査）に参画するなど、最先端の分野にも積極的に取り組んでいた。
- GenomeJack
- BioElephant
- BioINTEGRA
- MedRodeo
- Dr.Mirror
- siSNIPER
- MoleShaker
- BioINTEGRA PowerGene DB

### 車載システム
- 制御系ソフトウエア開発
- ボディー系ソフトウェア開発
- マルチメディア系ソフトウェア開発

### 公共・IT関連
SI部門は、官公庁、地方自治体、民間企業はもちろん、自然科学の研究機関などの基幹情報処理システムやネットワークの構築から、運用・保守、分析まで行っていた。
- ビッグデータ解析システム
- 研究機関向け基幹情報処理システム

### 情報セキュリティ関連
- Dynamic MSIESER（情報発信型ネットワーク・フォレンジック・システム）
- すみずみ君（個人情報ファイル検出ツール）
- 標的型攻撃メール対応トレーニング
- SPACE PORTER（大容量ファイル転送サービス）

## 事業所
- 本社 ： 東京都港区浜松町2-4-1（世界貿易センタービル32階）
- 中部事業所 ： 愛知県名古屋市中村区名駅3-11-22（IT名駅ビル6階）
- つくば事業部 ： 茨城県つくば市竹園1-6-1（つくば三井ビル14階）
- 鎌倉事業部 ： 神奈川県鎌倉市上町屋792（MSS富士塚ビル）
- 関西事業部 ： 兵庫県尼崎市塚口本町5-4-36（富士テクノスクエア）

## 子会社
- 日本アドバンス・テクノロジー株式会社（100％出資）